# Андрейко Дмитро
Дмитро Андрейко (1869, с. Романівка, нині Тернопільського району Тернопільської області — 4 лютого 1925, м. Нью-Йорк) — український педагог і громадсько-освітній діяч у Галичині і США.

## Життєпис
Народився 1869 року в с. Романівка (Теребовельський повіт, Королівство Галичини та Володимирії, Австро-Угорщина, нині Тернопільського району Тернопільської області, Україна).
Закінчив учительську семінарію в Тернополі, учителював у Теребовлі.
У 1907 році виїхав до США; був учителем, директором шкіл у Нью-Джерсі та Нью-Йорку. Від 1909 року — секретар товариства «Просвіта», від 1920-го — член головного уряду Українського народного союзу та редактор газети «Свобода». Працював редактором освітніх видань «Цвітка» (журнал, у 1914–1917 роках) та «Рідна школа» (1918–1919).
Автор «Практичних вказівок для вчителів українських шкіл в Америці» (1916), «Букваря» (1918, обидві — Філадельфія) та шкільних читанок. Зібрав, упорядкував і видав у Нью-Йорку 2 збірки під назвою «Звуки України» (1919, 1923) із текстами і нотами українських пісень. 
Помер 4 лютого 1925 року в м. Нью-Йорк, США.